# Stronghold: Warlords
Stronghold: Warlords è un videogioco strategico in tempo reale in corso di sviluppo dalla Firefly Studios. Il gioco è stato annunciato durante l'E3 del 2019, e dopo una prima data d'uscita al 29 settembre 2020, venne confermato dalla stessa casa di produzione che sarebbe uscito il 9 marzo 2021.

## Modalità di gioco
Il gioco è ambientato nell'Asia orientale, e presenta quattro civiltà: i Cinesi, i Giapponesi, i Mongoli e i Vietnamiti.
L'enfasi è identica agli altri titoli della serie Stronghold, dove si gestisce un'economia stabile, si contribuisce al benessere dei cittadini si costruiscono castelli e si reclutano eserciti.
Oltre a una nuova grafica ridisegnata e all'interfaccia utente aggiornata (con le risorse e il pannello popolarità permanentemente mostrati), il gioco consente numerose novità: Tra essi rientra la diplomazia, un nuovo aspetto di gioco che permette di stabilire nuovi rapporti con le altre fazioni. È possibile ottenere punti diplomazia tramite certi edifici governativi come le ambasciate. I signori della guerra sono i successori del sistema proprietà dei giochi precedenti: ognuno di essi apporta i propri benefici al giocatore (come il Cavallo, più abile nell'economia, o il Maiale, più incentrato sull'esercito), ed è possibile migliorare le loro capacità usando punti diplomazia per azioni uniche. Per la prima volta nella serie entrano in gioco le unità che usano armi da polvere da sparo, e sono state anche aggiunte le strade pavimentate, che incrementano l'efficienza degli operai, nuovi alimenti (the, riso e vegetali) e nuove materie prime (salnitro, polvere da sparo, seta e foglie di the).